# Спортско управно тело
Спортско управно тело је спортска организација која има регулаторну или санкционишу функцију.
Органи управљања спортом долазе у различитим облицима и имају различите регулаторне функције, укључујући дисциплинске мере за кршење правила и одлучивање о променама правила у спорту којим управљају. Органи управљања имају различите делокруге. Они могу покривати низ спортова на међународно прихватљивом нивоу, као што су Међународни олимпијски комитет и Међународни параолимпијски комитет, или само један спорт на националном нивоу, као што је рагби лига. Национална тела су у великој мери повезана са међународним телима за исти спорт. Прве међународне федерације формиране су крајем 20. века.